# Campionati mondiali juniores di sci alpino 2008
I Campionati mondiali juniores di sci alpino 2008 si sono svolti in Spagna, a Formigal, dal 23 al 29 febbraio. Il programma ha incluso gare di discesa libera, supergigante, slalom gigante, slalom speciale e combinata, tutte sia maschili sia femminili. A contendersi i titoli di campioni mondiali juniores sono stati i ragazzi e le ragazze nati tra il 1988 e il 1992.

## Risultati

### Uomini

#### Discesa libera
| Pos. | Atleta            | Nazione     | Tempo   |
| ---- | ----------------- | ----------- | ------- |
| 1    | Hagen Patscheider | Italia      | 1:45,31 |
| 2    | Eian Sandvik      | Norvegia    | 1:45,32 |
| 3    | Jonas Fravi       | Svizzera    | 1:45,59 |
| 4    | Travis Ganong     | Stati Uniti | 1:45,72 |
| 4    | Matts Olsson      | Svezia      | 1:45,72 |
| 6    | Paolo Pangrazzi   | Italia      | 1:45,75 |
| 7    | Kristian Haug     | Norvegia    | 1:45,78 |
| 8    | Andreas Sander    | Germania    | 1:45,88 |
| 9    | Travis Dawson     | Canada      | 1:46,17 |
| 10   | Marc Gisin        | Svizzera    | 1:46,20 |

Data: 26 febbraio

#### Supergigante
| Pos. | Atleta            | Nazione  | Tempo   |
| ---- | ----------------- | -------- | ------- |
| 1    | Andreas Sander    | Germania | 1:21,02 |
| 2    | Matthias Mayer    | Austria  | 1:21,14 |
| 3    | Björn Sieber      | Austria  | 1:21,18 |
| 4    | Marco Fuchs       | Austria  | 1:21,27 |
| 5    | Hagen Patscheider | Italia   | 1:21,61 |
| 6    | Boštjan Kline     | Slovenia | 1:21,65 |
| 7    | Eian Sandvik      | Norvegia | 1:21,68 |
| 8    | Renzo Valsecchi   | Svizzera | 1:21,83 |
| 9    | Jan Debeljak      | Slovenia | 1:21,99 |
| 10   | Bernhard Graf     | Austria  | 1:22,16 |

Data: 28 febbraio

#### Slalom gigante
| Pos. | Atleta                  | Nazione     | Tempo   |
| ---- | ----------------------- | ----------- | ------- |
| 1    | Marcel Hirscher         | Austria     | 1:57,00 |
| 2    | Markus Nilsen           | Norvegia    | 1:57,33 |
| 3    | Matts Olsson            | Svezia      | 1:58,19 |
| 4    | Tommy Ford              | Stati Uniti | 1:58,24 |
| 5    | Dominik Paris           | Italia      | 1:58,44 |
| 6    | Norman Blanc            | Francia     | 1:58,71 |
| 7    | Matthias Mayer          | Austria     | 1:58,76 |
| 8    | Jesper Riis-Johannessen | Norvegia    | 1:58,91 |
| 9    | Björn Sieber            | Austria     | 1:58,92 |
| 10   | Chriss Salbu            | Norvegia    | 1:58,93 |

Data: 29 febbraio

#### Slalom speciale
| Pos. | Atleta              | Nazione     | Tempo   |
| ---- | ------------------- | ----------- | ------- |
| 1    | Marcel Hirscher     | Austria     | 1:29,68 |
| 2    | Jacopo Di Ronco     | Italia      | 1:30,61 |
| 3    | Kristian Haug       | Norvegia    | 1:30,83 |
| 3    | Tomoya Ishii        | Giappone    | 1:30,83 |
| 5    | Andrew Phillips     | Stati Uniti | 1:30,91 |
| 6    | Jonathan Nordbotten | Norvegia    | 1:31,27 |
| 7    | Eian Sandvik        | Norvegia    | 1:31,39 |
| 8    | Marc Digruber       | Austria     | 1:31,73 |
| 8    | Nicolas Thoule      | Francia     | 1:31,73 |
| 10   | Matts Olsson        | Svezia      | 1:31,80 |

Data: 27 febbraio

#### Combinata
| Pos. | Atleta              | Nazione     |
| ---- | ------------------- | ----------- |
| 1    | Matts Olsson        | Svezia      |
| 2    | Kristian Haug       | Norvegia    |
| 3    | Hagen Patscheider   | Italia      |
| 4    | Paolo Pangrazzi     | Italia      |
| 5    | Jonathan Nordbotten | Norvegia    |
| 6    | Andreas Sander      | Germania    |
| 7    | Travis Dawson       | Canada      |
| 8    | Nicolas Thoule      | Francia     |
| 9    | Andrew Phillips     | Stati Uniti |
| 10   | Tommy Ford          | Stati Uniti |

Data: 26-29 febbraio

Classifica stilata attraverso i piazzamenti ottenuti
in discesa libera, slalom gigante e slalom speciale

### Donne

#### Discesa libera
| Pos. | Atleta              | Nazione     | Tempo   |
| ---- | ------------------- | ----------- | ------- |
| 1    | Ilka Štuhec         | Slovenia    | 1:50,13 |
| 2    | Lara Gut            | Svizzera    | 1:50,73 |
| 3    | Viktoria Rebensburg | Germania    | 1:51,17 |
| 4    | Anna Fenninger      | Austria     | 1:51,38 |
| 5    | Edit Miklós         | Romania     | 1:51,73 |
| 6    | Isabelle Stiepel    | Germania    | 1:52,08 |
| 7    | Marion Pellissier   | Francia     | 1:52,13 |
| 8    | Larisa Yurkiw       | Canada      | 1:52,31 |
| 9    | Alice McKennis      | Stati Uniti | 1:52,56 |
| 10   | Kelly McBroom       | Canada      | 1:52,70 |

Data: 26 febbraio

#### Supergigante
| Pos. | Atleta              | Nazione  | Tempo   |
| ---- | ------------------- | -------- | ------- |
| 1    | Viktoria Rebensburg | Germania | 1:40,19 |
| 2    | Anna Fenninger      | Austria  | 1:40,97 |
| 3    | Stefanie Moser      | Austria  | 1:41,65 |
| 4    | Lara Gut            | Svizzera | 1:41,77 |
| 5    | Lisa-Marie Walz     | Germania | 1:41,91 |
| 6    | Maruša Ferk         | Slovenia | 1:42,27 |
| 7    | Ilka Štuhec         | Slovenia | 1:42,83 |
| 8    | Olivia Bertrand     | Francia  | 1:43,05 |
| 9    | Nicole Schmidhofer  | Austria  | 1:43,25 |
| 10   | Larisa Yurkiw       | Canada   | 1:43,29 |

Data: 23 febbraio

#### Slalom gigante
| Pos. | Atleta                 | Nazione       | Tempo   |
| ---- | ---------------------- | ------------- | ------- |
| 1    | Anna Fenninger         | Austria       | 1:42,50 |
| 2    | Viktoria Rebensburg    | Germania      | 1:42,83 |
| 3    | Tessa Worley           | Francia       | 1:42,86 |
| 4    | Veronica Smedh         | Svezia        | 1:43,09 |
| 5    | Eva-Maria Brem         | Austria       | 1:43,13 |
| 6    | Ilka Štuhec            | Slovenia      | 1:43,29 |
| 7    | Tina Weirather         | Liechtenstein | 1:43,35 |
| 8    | Lara Gut               | Svizzera      | 1:43,36 |
| 9    | Marie-Pier Préfontaine | Canada        | 1:43,66 |
| 10   | Anémone Marmottan      | Francia       | 1:43,85 |

Data: 29 febbraio

#### Slalom speciale
| Pos. | Atleta            | Nazione    | Tempo   |
| ---- | ----------------- | ---------- | ------- |
| 1    | Bernadette Schild | Austria    | 1:33,85 |
| 2    | Célina Hangl      | Svizzera   | 1:34,76 |
| 3    | Nastasia Noens    | Francia    | 1:35,14 |
| 4    | Maruša Ferk       | Slovenia   | 1:35,81 |
| 5    | Veronica Smedh    | Svezia     | 1:36,02 |
| 6    | Jana Gantnerová   | Slovacchia | 1:36,07 |
| 7    | Christina Geiger  | Germania   | 1:36,10 |
| 8    | Anna Fenninger    | Austria    | 1:36,14 |
| 9    | Lena Dürr         | Germania   | 1:36,46 |
| 10   | Barbara Wirth     | Germania   | 1:36,49 |

Data: 28 febbraio

#### Combinata
| Pos. | Atleta           | Nazione     |
| ---- | ---------------- | ----------- |
| 1    | Anna Fenninger   | Austria     |
| 2    | Larisa Yurkiw    | Canada      |
| 3    | Eva-Maria Brem   | Austria     |
| 4    | Monica Hübner    | Germania    |
| 5    | Kiley Staples    | Stati Uniti |
| 6    | Michaela Nösig   | Austria     |
| 7    | Laurenne Ross    | Stati Uniti |
| 8    | Thea Grosvold    | Norvegia    |
| 9    | Ljajcan Rajanova | Russia      |
| 10   | Edit Miklós      | Romania     |

Data: 26-29 febbraio

Classifica stilata attraverso i piazzamenti ottenuti
in discesa libera, slalom gigante e slalom speciale

## Medagliere per nazioni
| Pos. | Nazione  | Oro | Argento | Bronzo | Totale |
| ---- | -------- | --- | ------- | ------ | ------ |
| 1    | Austria  | 5   | 2       | 3      | 10     |
| 2    | Germania | 2   | 1       | 1      | 4      |
| 3    | Italia   | 1   | 1       | 1      | 3      |
| 4    | Svezia   | 1   | 0       | 1      | 2      |
| 5    | Slovenia | 1   | 0       | 0      | 1      |
| 6    | Norvegia | 0   | 3       | 1      | 4      |
| 7    | Svizzera | 0   | 2       | 1      | 3      |
| 8    | Canada   | 0   | 1       | 0      | 1      |
| 9    | Francia  | 0   | 0       | 2      | 2      |
| 10   | Giappone | 0   | 0       | 1      | 1      |